# Rasova (Constanța)
Rasova est une commune de Roumanie dans le judet de Constanța. Elle compte deux villages : Rasova et Cochirleni.

## Démographie
Lors du recensement de 2011, 93,88 % de la population se déclarent roumains (6,06 % ne déclarent pas d'appartenance ethnique et 0,05 % déclarent appartenir à une autre ethnie).

## Politique
| Parti | Parti                                      | Sièges |
| ----- | ------------------------------------------ | ------ |
|       | Parti social-démocrate (PSD)               | 6      |
|       | Parti national libéral (PNL)               | 5      |
|       | Alliance des libéraux et démocrates (ALDE) | 2      |